# Porphyrinia noctuelioides
Porphyrinia noctuelioides är en fjärilsart som beskrevs av Edward P. Wiltshire 1971. Porphyrinia noctuelioides ingår i släktet Porphyrinia och familjen nattflyn. Inga underarter finns listade i Catalogue of Life.